# Librería San Martín

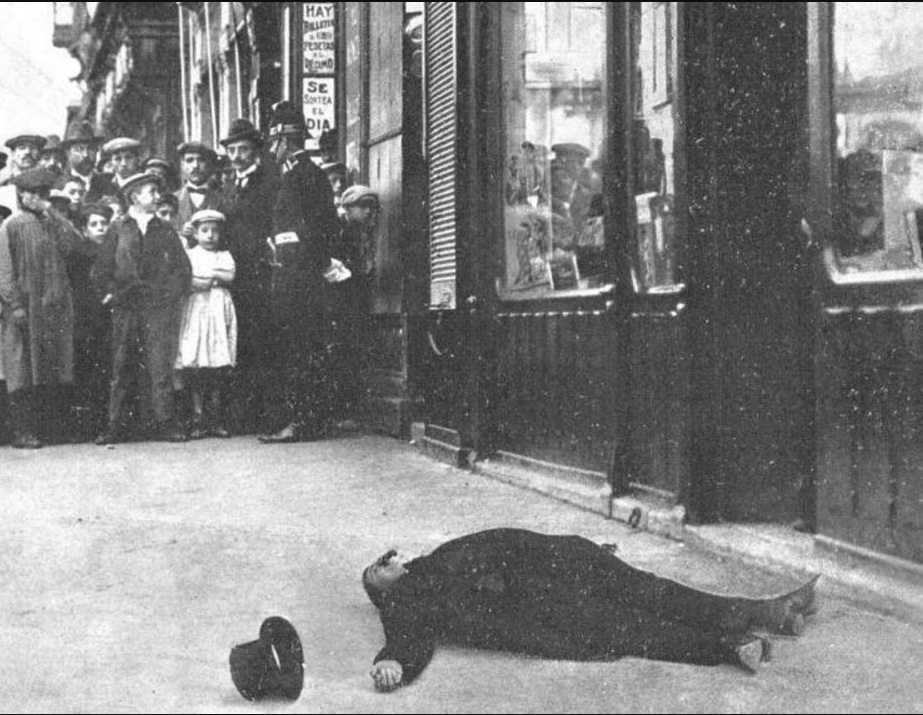
Asesinato de Jose Canalejas frente al escaparate de la librería, el 12 de noviembre de 1912.

La librería de San Martín fue un establecimiento de compra y venta de libros situado en el número 6 de la Puerta del Sol de Madrid, esquina a la calle de Carretas. Fue fundada en 1859 por el editor Antonio San Martín, uno de los pocos libreros progresistas de la época, y desapareció en la última década del siglo XX. Frente a su escaparate fue asesinado el presidente del Consejo de Ministros José Canalejas, en la mañana del 12 de noviembre de 1912. Este suceso es recordado en una lápida de bronce de Mariano Benlliure conservada en el friso del primer piso de la fachada.
Pequeño local situado junto al popular Bar-Sol, ya desde 1870 la librería San Martín aparece documentada y mencionada en periódicos de la época como tienda para la compra o suscripción de diversas publicaciones y libros. El negocio inicialmente dirigido por Antonio San Martín, al morir en junio de 1910 quedó en manos de su hermano Ángel y su hijo , también libreros.
En 1915 era una de las 39 librerías madrileñas, de las 290 censadas en España.